# Geek code
Geek code je textový kód sloužící k popsání osobnosti, názorů a zájmů geeků. Myšlenkou je zapsat vše, co je pro osobnost charakteristické, do jednotného formátu. Po přečtení kódu si mohou ostatní udělat obrázek o tom, jak pisatel vypadá, co ho zajímá apod. Kdysi bylo na internetu běžné používat geek code v e-mailových podpisech, dnes se občas objevuje na osobních webových stránkách.
Geek code vymyslel Robert Hayden v roce 1993. Stejný koncept používají s úpravami i další zájmové skupiny.
Ukázka geek code:
```
 -----BEGIN GEEK CODE BLOCK-----
 Version: 3.1
 GED/J d-- s:++>: a-- C++(++++) ULU++ P+ L++ E---- W+(-) N+++ o+ K+++ w---
 O- M+ V-- PS++>$ PE++>$ Y++ PGP++ t- 5+++ X++ R+++>$ tv+ b+ DI+++ D+++
 G+++++ e++ h r-- y++**
 ------END GEEK CODE BLOCK-----
```

## Formát
Formát Geek code je parodií na formát generovaný šifrovacím programem PGP. První řádek po uvození označuje verzi kódu. Další řádek začíná písmenem G, spolu některým z dalších písmen, označující povolání geeka. Může jich být i několik, v tom případě se jednotlivé skupiny oddělují lomítkem (GTM/TW/S). Na výběr je 24 možností, plus čtyři speciální:
- GO – jiné povolání
- GU – zatím nerozhodnutý geek
- G! – geek bez kvalifikace
- GAT – všechno, od každého kousek

Dále následuje seznam položek, z nichž každá označuje některou kategorii a geekův postoj k ní. Každá položka sestává z písmenného či číselného označení (rozlišuje se velikost písmen) a řetězce plusů a minusů (někdy navíc i další speciální znaky), které označují geekův vztah k danému tématu: plusy kladný, minusy záporný. Například označení t- se týká Star Treku (což označuje malé písmeno t) a znamená mírně negativní vztah; podle specifikace je přesný význam:
Možná je problém ve mně, ale nemám tušení, co na Star Treku kdo vidí. Třeba mi něco uniká, ale prostě to jenom považuju za špatný pořad.
Naopak označení t++ označuje ve vztahu ke Star Treku fanouška (ale nikoli fanatického), podle specifikace:
Je to nejlepší show, co existuje. Mám všechny díly a všechny filmy na kazetě a dokážu doslova citovat celé scény. Taky jsem si postavil pár modelů. Ale na těch srazech mě nikdy nenajdete, tihle lidé jsou divní.
Kromě těchto základních označení lze používat zvláštní znaky pro upřesnění: zavináč označuje neurčitou změnu s časem, závorky rozsah podle nálady a situace, znak > označuje plánovanou změnu, $ téma, které je pro geeka zdrojem obživy, otazník téma, o kterém geek nic neví, a vykřičník téma, kterého se geek zcela odmítá účastnit, případně odmítá zveřejnit svůj vztah.
Pro dekódování formátu existují automatické nástroje překládající geek code do běžného jazyka (zpravidla angličtiny).